# Cartea Junglei
Cartea junglei (1894) este o culegere de povestiri scrise de renumitul autor Rudyard Kipling, în perioada în care a trăit în Vermont. Toate povestirile fuseseră publicate anterior în reviste între anii 1893-1894. Cea mai cunoscută parte cuprinde trei povestiri despre aventurile unui „pui de om” abandonat, Mowgli, crescut de lupi în jungla indiană. Probabil, cele mai cunoscute dintre celelalte sunt "Rikki-Tikki-Tavi", povestea unei viteze manguste, și "Toomai al elefanților", povestea unui tânăr îmblânzitor de elefanți.
A doua Carte a Junglei a urmat în 1895.

## Povestiri din Cartea Junglei

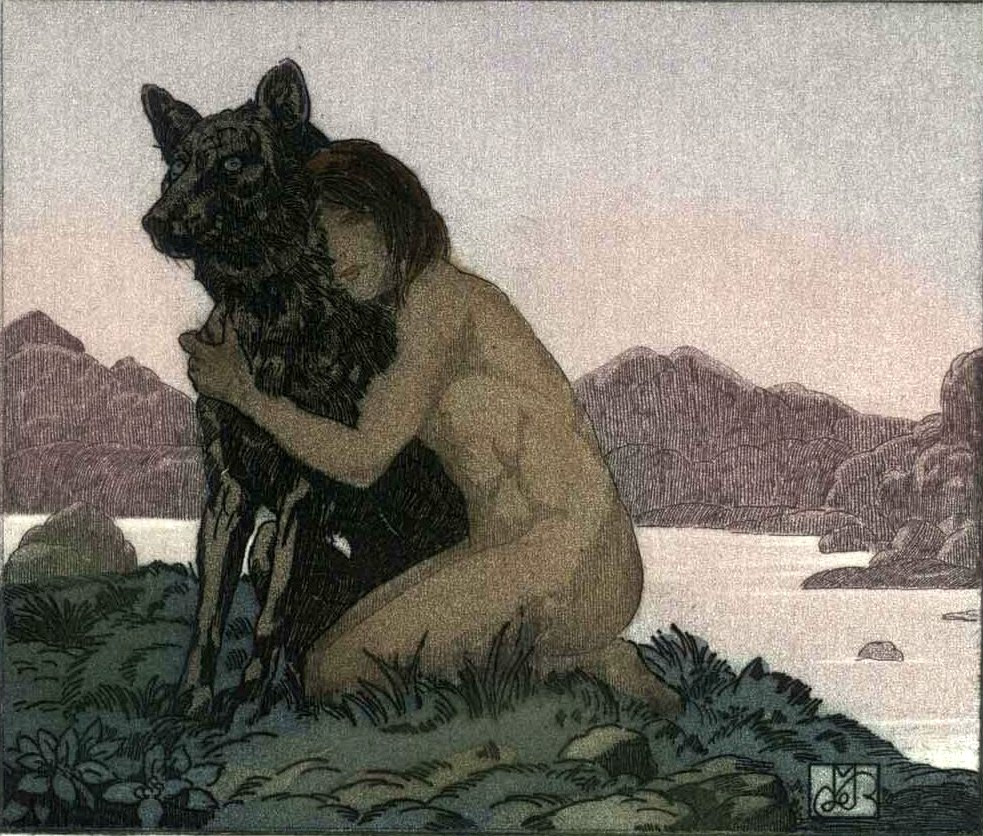
Ilustrație cu Mowgli din 1924 (Maurice de Becque)

Cartea completă, în engleză, se găsește on-line pe website-ul oficial al Proiectului Gutenberg.
- "Frații lui Mowgli": Un băiat este crescut de lupi în jungla indiană cu ajutorul ursului Baloo și al panterei Bagheera, el trebuind să lupte cu tigrul Shere Khan. Această povestire a apărut publicată și ca o carte de sine stătătoare.
- "Vânătoarea lui Kaa": Acțiunea se petrece înainte de lupta lui Mowgli cu Shere Khan. Când Mowgli este răpit de maimuțe Baloo și Bagheera pornesc să îl salveze cu ajutorul lui Kaa, pitonul. Secvența "King Louie" din filmul de desene animate din 1967 al lui Disney este o versiune foarte deformată a povestirii.
- "Tigru! Tigru!": Mowgli revine în sat și este adoptat de Messua și de soțul ei, care cred că este fiul lor Nathoo, pe care îl pierduseră cu mult timp în urmă. Dar Mowgli nu se adaptează la modul de viață al oamenilor și Shere Khan tot mai dorește să îl ucidă. Titlul povestirii a fost luat din poezia "Tigrul" de William Blake.
- "Foca albă": Kotick, o rară focă cu blana albă caută un nou loc, unde ea și ai ei să nu fie vânați de oameni.
- "Rikki-Tikki-Tavi": Rikki-Tikki, o mangustă apără o familie din India împotriva unei perechi cobre. Această povestire a fost publicată, de asemenea într-o carte.
- "Toomai al elefanților": Lui Toomai, un băiat de 10 ani care ajută la îngrijirea elefanților de muncă, i se spune că nu va deveni niciodată îngrijitor pe de a-ntregul până când nu va vedea dansul elefanților. Această povestire a fost publicată, de asemenea, într-o carte.
- "Servitorii Majestății Sale" (inițial intitulat "Servitorii Reginei"): În noaptea dinaintea unei parade militare un soldat britanic surprinde o conversație între animalele campusului militar.

## Adaptări
Textul cărții a fost adaptat pentru tineret de numeroase ori și de asemenea au existat mai multe adaptări pentru benzi desenate.
Există mai multe filme de desene animate produse de Walt Disney, adaptate foarte liber după poveștile cu Mowgli. (Adaptările după Cartea junglei tind să se concentreze asupra aventurilor lui Mowgli.) Au existat și mai multe filme cu grade variabile de autenticitate.
Filmul de animație din 1967 al lui Disney, Cartea junglei, este urmat de Cartea junglei 2 (engleză The Jungle Book 2), lansat pe 14 februarie 2003 în Statele Unite. (Premiera românească a avut loc la 14 aprilie 2003).
Toomai al elefanților a apărut pe film ca Elephant Boy (1937), ulterior inspirând un serial de televiziune, cu același nume.

### Filme

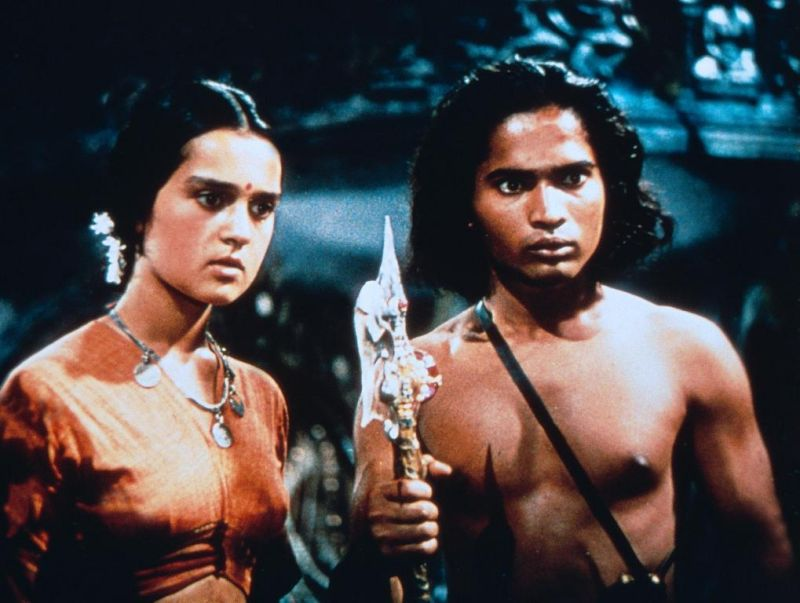
Patricia O'Rourke & Sabu în The Jungle Book (1942)

- The Jungle Book (1942), film live-action realizat de United Artists
- Cartea junglei (film din 1967), film animat Disney
  - Cartea junglei 2 (2003), sequel al filmului din 1967
- The Jungle Book (1994)
- The Second Jungle Book: Mowgli & Baloo (1997)

- The Jungle Book (2016)
- Mowgli: Legend of the Jungle (2018), film Netflix

### Filmedirect-pe-video
- Adventures of Mowgli, serie de animație sovietică (1967-1971)
- Jungle Book (1995),
- The Jungle Book: Mowgli's Story (1998)

## România
În România o primă ediție a acestei cărți este cea apărută în 1966 și ilustrată de Condacci Cristea.